# Digonocryptus propodeator
Digonocryptus propodeator là một loài tò vò trong họ Ichneumonidae.